# Groszkowo (Purda)
Groszkowo (deutsch Graskau, Ort) und Groszkowo (Osada) (Graskau, Forst) sind Orte in der polnischen Woiwodschaft Ermland-Masuren. Sie gehören zur Gmina Purda (Landgemeinde Groß Purden) im Powiat Olsztyński (Kreis Allenstein).

## Geographische Lage
Das Dorf Groszkowo liegt  1,5 Kilometer östlich des Servent-Sees (polnisch Jezioro Serwent) im Westen der Woiwodschaft Ermland-Masuren, 21 Kilometer südöstlich der Kreis- und Woiwodschaftshauptstadt Olsztyn (deutsch Allenstein).
Die Osada („Siedlung“) Groszkowo liegt wenige hundert Meter südlich des Dorfes und direkt am Südostufer des Servent-Sees. (Geographische Lage von Groszkowo (Osada))

## Geschichte

### Dorf
Im Jahre 1658 wurde das aus mehreren kleinen Gehöften bestehende Graschkau am Servent-See gegründet. 1785 wurde es als Kölmisches Dorf im Amt Allenstein, Kreis Heilsberg, genannt, und 1817 als Königliches Dorf mit acht Feuerstellen und 46 Einwohnern. Die Volkszählung am 3. Dezember 1861 erbrachte für Groszkowo neun Wohngebäude und 67 Einwohner.
Von 1874 bis 1945 war Graskau in den Amtsbezirk Preylowen (polnisch Prejłowo, ab 1938: Amtsbezirk Preiwils) im ostpreußischen Kreis Allenstein eingegliedert. Ab dem 30. September 1929 war das bisher zur Oberförsterei Purden gehörende Forsthaus Graskau als Wohnplatz in das Dorf eingemeindet.
Aufgrund der Abtretung des gesamten südlichen Ostpreußen 1945 in Kriegsfolge an Polen erhielt Graskau die polnische Namensform „Groszkowo“. Heute ist das Dorf eine Ortschaft innerhalb der Landgemeinde Purda (Groß Purden) im Powiat Olsztyński (Kreis Allenstein), von 1975 bis 1998 der Woiwodschaft Olsztyn, seither der Woiwodschaft Ermland-Masuren zugehörig. Im Jahre 2011 zählte Groszkowo 43 Einwohner.

### Osada
Bei der Osasa Groszkowo handelt es sich um die kleine Waldsiedlung einer Leśniczówka (= „Försterei“), die schon vor 1945 als „Forsthaus Graskau“ bestand. Die Försterei war ein Wohnplatz der Oberförsterei Purden. Bei der Volkszählung am 3. Dezember 1861 wies das Forstetablissement 1 Wohngebäude und 12 Einwohner auf. Am 30. September 1929 kam es zur Gemeinde Graskau und ist heute ein kleiner Ort innerhalb der Gmina Purda im Powiat  Olsztyński (Kreis Allenstein).

## Kirche
Bis 1945 waren Dorf und Forsthaus Graskau in die evangelische Kirche Wartenburg (Ostpreußen) (polnisch Barczewo) in der Kirchenprovinz Ostpreußen der Kirche der Altpreußischen Union, außerdem in die römisch-katholische Kirche Gillau (polnisch Giławy) im Bistum Ermland eingepfarrt.
Der Bezug nach Giławy blieb nach 1945 bestehen, wobei die Kirche dort nun zum Erzbistum Ermland gehört. Evangelischerseits richten sich die Einwohner zur Christus-Erlöser-Kirche Olsztyn (Allenstein) aus, die der Diözese Masuren der Evangelisch-Augsburgischen Kirche in Polen zugeordnet ist.

## Verkehr
Sowohl das Dorf als auch die Osada Groszkowo liegen an einer Nebenstraße, die – teilweise als See-Uferstraße – von Purda (Groß Purden) über Giławy (Gillau) nach Sąpłaty (Samplatten) führt. Eine Bahnanbindung besteht nicht.